# Cobososia angulithorax
Cobososia angulithorax is een keversoort uit de familie schijnsnoerhalskevers (Aderidae). De wetenschappelijke naam van de soort werd in 1881 gepubliceerd door Jules Desbrochers des Loges.